# Мішель Руссо (велогонщик)
Мішель Руссо (фр. Michel Rousseau, 5 лютого 1936 — 23 вересня 2016) — французький велогонщик.
Олімпійський чемпіон 1956 року в спринті.
Чемпіон світу з трекових велоперегонів 1956 (спринт), 1957 (спринт), 1958 (спринт) років, срібний призер 1959 (спринт), 1961 (спринт) років.